# Кищинці
Ки́щинці — село в Україні, у Білоцерківському районі Київської області. Попередня назва Кліщинці. Населення становить 336 осіб. Входить до складу Ковалівської сільської громади.
|  | Король Сигізмунд підтвердив у 1524 році Людмилі, сестрі Кшиштофа Кмітича, та вдові Михайла Павши, надання маєтків Дорогина та Кліщениці у київському повіті, які колись отримав її чоловік |